# Birdman i Trio z galaktyki

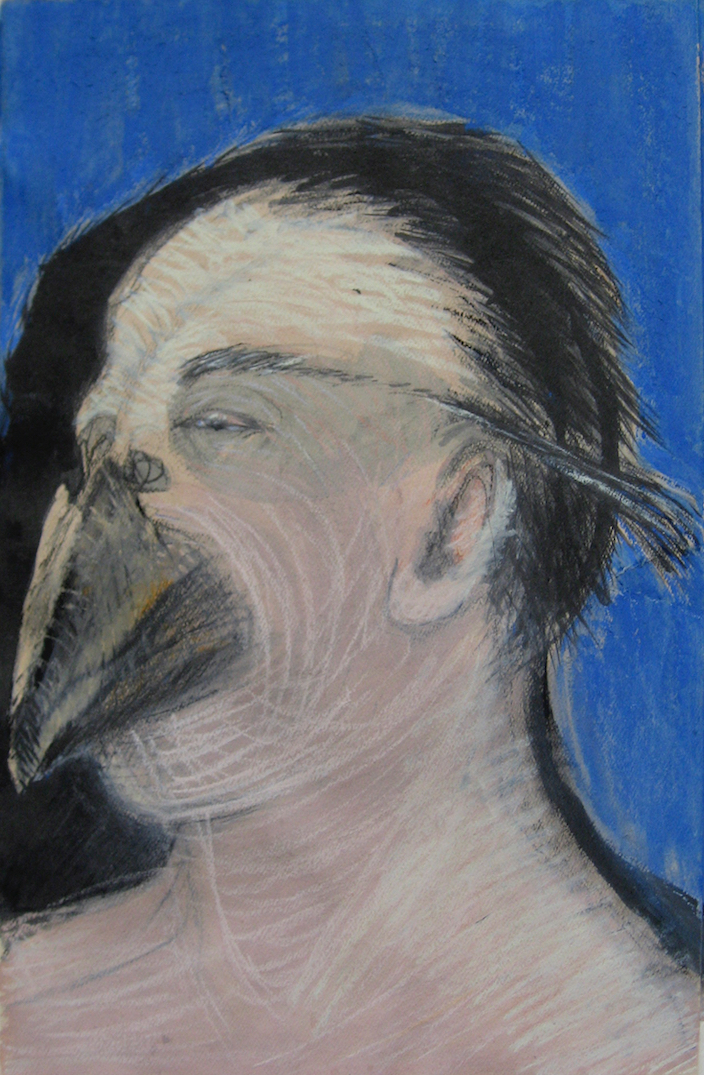
Birdman

Birdman i Trio z galaktyki (ang. Birdman and the Galaxy Trio) – amerykański serial animowany wyprodukowany w 1967 roku przez wytwórnię Hanna-Barbera.

## Obsada (głosy)
- Keith Andes – Birdman / Raymond „Ray” Randall
- Don Messick – 
  - Vapor Man
  - Sokół 7,
  - gen. Stone,
  - Vulturo,
  - Mentok the Mind-Taker,
  - różne role
- Ted Cassidy – Meteor Man
- Virginia Eiler – Gravity Girl
- Dick Beals – Birdboy
- John Stephenson –
  - Numer 1,
  - X Likwidator,
  - różne role
- Vic Perrin – różne role
- Hal Smith – różne role
- Frank Gerstle – różne role
- Henry Corden – różne role
- Mike Road – różne role
- Gerald Mohr – różne

## Lista odcinków
| Nr                         | Angielski tytuł                                    | Polski tytuł               |
| -------------------------- | -------------------------------------------------- | -------------------------- |
|                            |                                                    |                            |
| SERIA PIERWSZA (1980-1981) |                                                    |                            |
|                            |                                                    |                            |
| 01                         | X the Eliminator                                   | X Likwidator               |
| 01                         | Revolt of the Robots                               | Bunt robotów               |
| 01                         | Morto the Maurader                                 | Spotkanie z rabusiem Morto |
|                            |                                                    |                            |
| 02                         | The Ruthless Ringmaster                            | Birdman i Dyrektor Cyrku   |
| 02                         | The Battle Of The Aquatrons                        | Planeta Aquatronów         |
| 02                         | Birdman Versus The Mummer                          | Birdman contra Mummer      |
|                            |                                                    |                            |
| 03                         | The Quake Threat                                   | Trzęsienie Ziemi           |
| 03                         | The Galaxy Trio Versus the Moltens of Meteorus     |                            |
| 03                         | Avenger for Ransom                                 |                            |
|                            |                                                    |                            |
| 04                         | Birdman Versus Cumulus, the Storm King             |                            |
| 04                         | The Galaxy Trio and the Sleeping Planet            |                            |
| 04                         | Serpents of the Deep                               |                            |
|                            |                                                    |                            |
| 05                         | Nitron the Human Bomb                              |                            |
| 05                         | The Galaxy Trio and the Peril of the Prison Planet |                            |
| 05                         | Mentok, the Mind Taker                             |                            |
|                            |                                                    |                            |
| 06                         | The Purple Moss                                    |                            |
| 06                         | Drackmore the Despot                               |                            |
| 06                         | The Deadly Trio                                    |                            |
|                            |                                                    |                            |
| 07                         | The Brain Thief                                    |                            |
| 07                         | Titan, the Titanium Man                            |                            |
| 07                         | Birdman Versus the Constrictor                     |                            |
|                            |                                                    |                            |
| 08                         | Number One                                         |                            |
| 08                         | The Duplitrons                                     |                            |
| 08                         | Birdman Meets Birdgirl                             |                            |
|                            |                                                    |                            |
| 09                         | Birdman Meets Reducto                              |                            |
| 09                         | Computron Lives                                    |                            |
| 09                         | Vulturo, Prince of Darkness                        |                            |
|                            |                                                    |                            |
| 10                         | The Chameleon                                      |                            |
| 10                         | The Eye of Time                                    |                            |
| 10                         | The Incredible Magnatroid                          |                            |
|                            |                                                    |                            |
| 11                         | Hannibal the Hunter                                |                            |
| 11                         | The Galaxy Trio and the Cavemen of Primevia        |                            |
| 11                         | The Empress of Evil                                |                            |
|                            |                                                    |                            |
| 12                         | The Wings of F.E.A.R.                              |                            |
| 12                         | The Demon Raiders                                  |                            |
| 12                         | Birdman Meets Birdboy                              |                            |
|                            |                                                    |                            |
| 13                         | The Menace of Dr. Millennium                       |                            |
| 13                         | The Rock Men                                       |                            |
| 13                         | Birdman Versus Dr. Freezoid                        |                            |
|                            |                                                    |                            |
| 14                         | The Deadly Duplicator                              |                            |
| 14                         | Space Fugitives                                    |                            |
| 14                         | Professor Nightshade                               |                            |
|                            |                                                    |                            |
| 15                         | Train Trek                                         |                            |
| 15                         | Space Slaves                                       |                            |
| 15                         | Birdman Meets Moray of the Deep                    |                            |
|                            |                                                    |                            |
| 16                         | Birdman and the Monster of the Mountains           |                            |
| 16                         | The Galaxy Trio Versus Growliath                   |                            |
| 16                         | The Return of Vulturo                              |                            |
|                            |                                                    |                            |
| 17                         | The Revenge of Dr. Millennium                      |                            |
| 17                         | Return To Aqueous                                  |                            |
| 17                         | The Ant Ape                                        |                            |
|                            |                                                    |                            |
| 18                         | Birdman Versus the Speed Demon                     |                            |
| 18                         | Invasion of the Sporoids                           |                            |
| 18                         | The Wild Weird West                                |                            |
|                            |                                                    |                            |
| 19                         | The Pirate Plot                                    |                            |
| 19                         | Gralik of Gravitas                                 |                            |
| 19                         | Skon of Space                                      |                            |
|                            |                                                    |                            |
| 20                         | Murro the Marauder                                 |                            |
| 20                         | Plastus the Pirate Planet                          |                            |
| 20                         | Morto Rides Again                                  |                            |
|                            |                                                    |                            |

## Wersja polska
Wersja wydana na VHS z angielskim dubbingiem i polskim lektorem razem z serialem animowanym Jonny Quest
- Wersja polska: 
  - Hanna-Barbera Poland,
  - Centralna Wytwórnia Programów i Filmów Telewizyjnych Poltel
- Tekst: Krystyna Skibińska-Subocz
- Dźwięk: Jerzy Rogowiec
- Lektor: Andrzej Matul[3]